# Beaucarnea pliabilis
Beaucarnea pliabilis là một loài thực vật có hoa trong họ Măng tây. Loài này được (Baker) Rose mô tả khoa học đầu tiên năm 1906.

## Hình ảnh

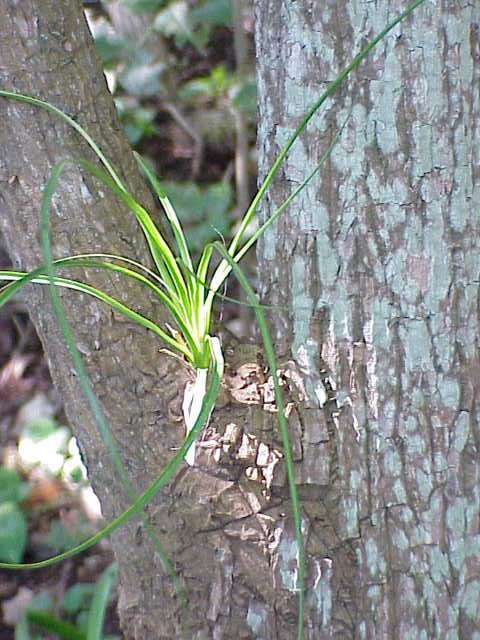
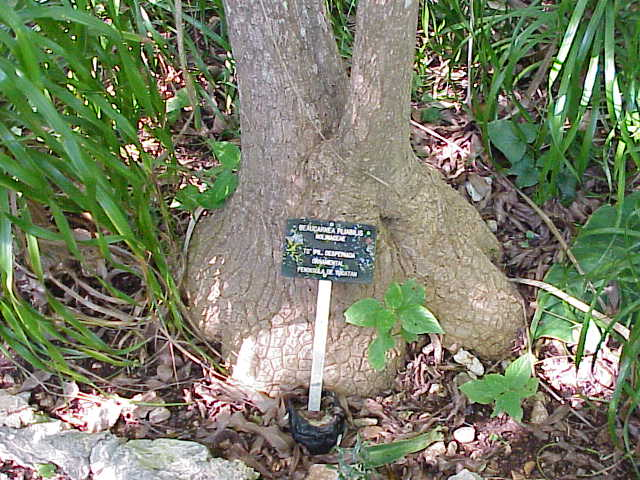
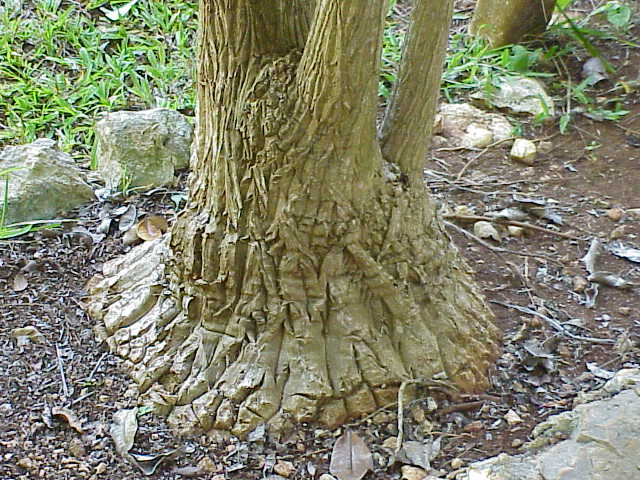
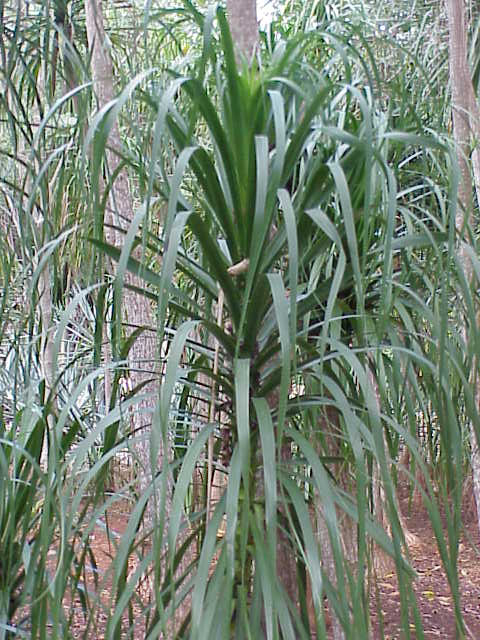